# Polynesier

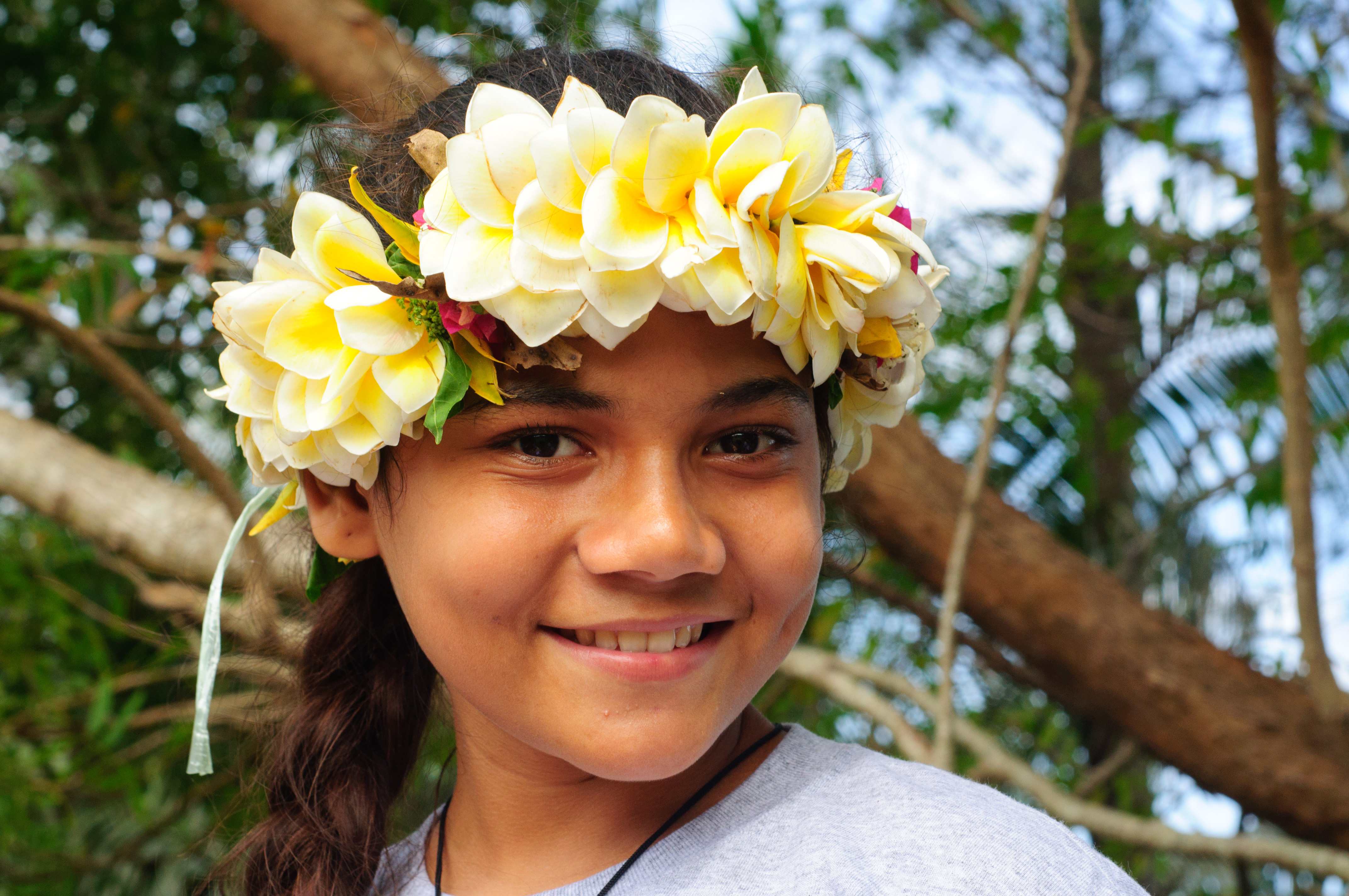
Polynesierin mit Blumenkranz

Als Polynesier wird eine Gruppe von indigenen Völkern bezeichnet, die polynesische Sprachen spricht und zu der unter anderen die Māori auf Neuseeland, aber auch die Bewohner von Hawaii, Tahiti, Samoa, Tonga, der Osterinsel und der östlichen Inseln von Fidschi zählen.

## Verbreitung
Seit etwa 3000 Jahren bewohnen die Polynesier die Inseln des Pazifiks etwa in der Ausdehnung des sogenannten polynesischen Dreiecks. Wohl bedingt durch die lange Isolation der Polynesier ist ihre ursprüngliche Herkunft sehr umstritten. Genom- und linguistische Forschungen zu den austronesischen Sprachen legen eine Herkunft aus Taiwan über Neuguinea nahe. Bewohner der Osterinsel weisen zudem eine genetische Verwandtschaft zu Menschen aus Südamerika auf.
Sie besiedelten viele der rund 10.000 Inseln des südlichen Pazifiks, darunter Tonga, Neuseeland, Hawaii und die Osterinsel.
Zwischen 200 v. Chr. und 400 n. Chr. segelten Polynesier nach Norden, in westlichem Bogen nach Melanesien und Mikronesien, andere dagegen östlich gegen Strömung und Wind zu den Cookinseln. Von dort aus, zwischen den Jahren 1 und 600 n. Chr., entdeckten sie Tahiti, die Tuamotus, die Marquesas, Mangareva und die Pitcairninseln. Sie fuhren aus, um neue Inseln und Plätze für ihr Volk zu finden. Um das Jahr 800 begannen sie Ostpolynesien zu besiedeln. Von der Insel Samoa aus zunächst Fidschi, Tonga und Rarotonga. Von Rarotonga segelten die Polynesier um das Jahr 1050 nach Tahiti, besiedelten 1150 Tubuai und kamen um 1190 nach Atiu, Mauke und Rapa Iti. Die größte Entfernung, über den Seeweg, stellt die Überfahrt zur Osterinsel im Jahr 1210 dar.

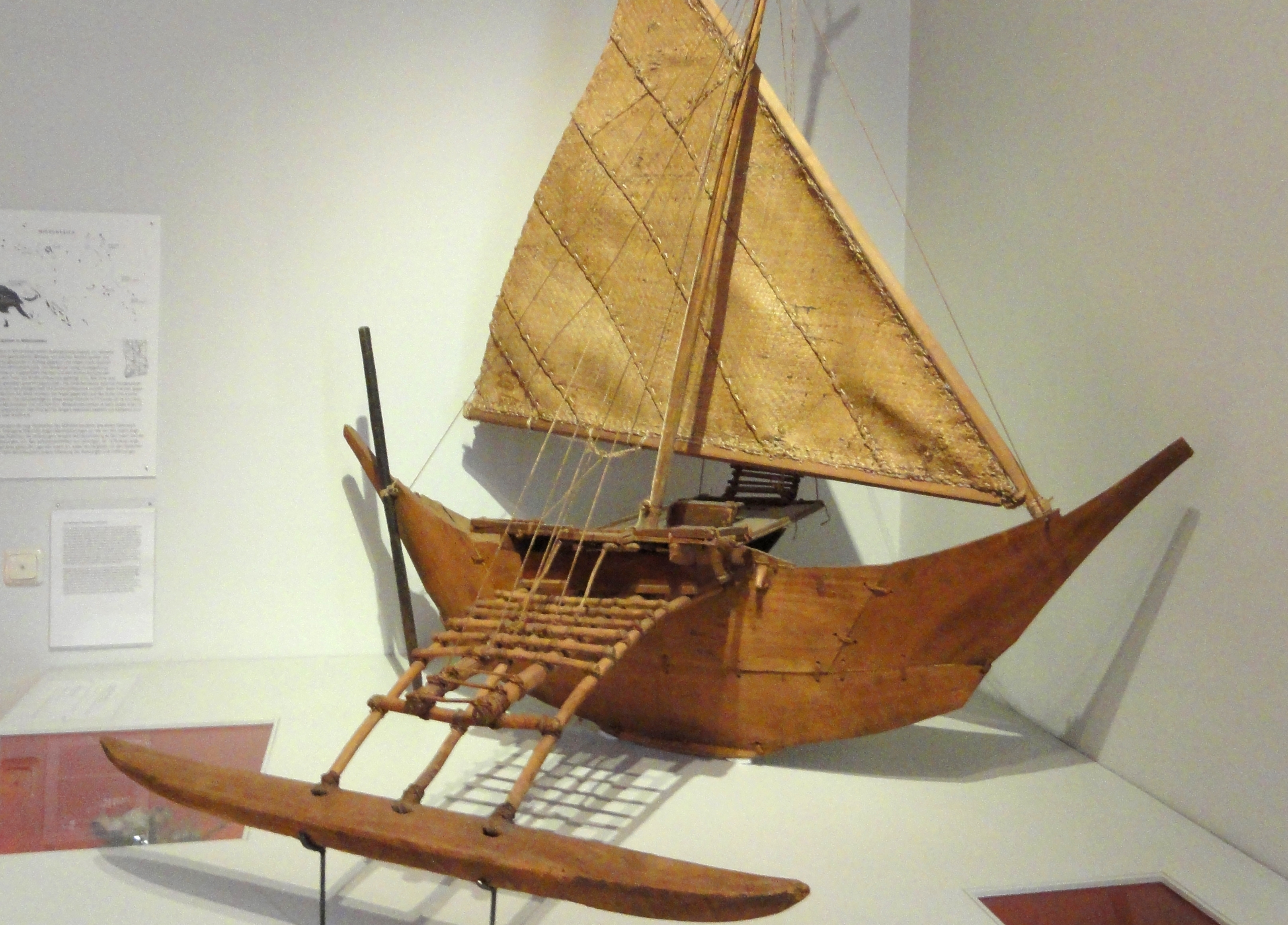
Model eines Auslegerkanus

Die Navigation auf dem Meer erfolgte durch intensive Beobachtung der Sterne, der Wellenformationen und Strömungen, der Fische und Vögel etc. Bei der langjährigen Ausbildung von Navigatoren halfen sogenannte Stabkarten. Sie zeigten unter anderem bekannte Strömungen und Wellenformationen an. Der Schiffstyp, den die Polynesier benutzten, wird Auslegerkanu genannt, manche Varianten haben statt des Auslegers einen zweiten Rumpf.
Für Flora und Fauna der betroffenen Inseln führte die Besiedlung durch die Polynesier zu einer Aussterbewelle. So waren die Moas und viele andere neuseeländische Arten schon vor der Ankunft der europäischen Entdecker ausgestorben und sind uns nur durch Knochenfunde bekannt. Ebenso erging es den Moa-Nalos in Hawaii. Durch die europäischen Siedler wurde dann eine zweite Aussterbewelle verursacht.
Die Gesamtzahl aller Polynesier wurde 1997 auf knapp eine Million geschätzt.
Eine Studie aus dem Jahr 2020 ergab, dass die Polynesier und die indigenen Völker Südamerikas um 1200 miteinander in Kontakt kamen, Jahrhunderte bevor die Europäer mit einer der beiden Gruppen interagierten. Dies konnte durch Pflanzen und DNA-Spuren aus Südamerika auf der Osterinsel nachgewiesen werden.

## Völker
- Maori (Neuseeland)
- Samoaner (Samoa und Amerikanisch-Samoa)
- Tahitianer (Tahiti, Französisch-Polynesien)
- Hawaiier (Hawaii-Inseln)
- Tongaer (Tonga)
- Cook Islands Māori (Cookinseln)
- Niueaner (Niue)
- Rotumanen (Rotuma, Fidschi)
- Tuvaluer (Tuvalu)
- Tokelauer (Tokelau)
- Tuamotu (Tuamotu-Archipel, Französisch-Polynesien)
- Marquesen (Marquesas, Französisch-Polynesien)
- Rapanui (Osterinsel)
- Austral-Inselbewohner (Austral-Inseln, Französisch-Polynesien)
- Mangarevanier (Gambierinseln, Französisch-Polynesien)
- Moriori (Chathaminseln)
- Uveaner und Futunaer (Wallis und Futuna)